# 20004 Audrey-Lucienne
20004 Audrey-Lucienne (1991 GS6) là một tiểu hành tinh vành đai chính được phát hiện ngày 8 tháng 4 năm 1991 bởi E. W. Elst ở Đài thiên văn Nam Âu.